# Tricyclea bipartita
Tricyclea bipartita är en tvåvingeart som beskrevs av Seguy 1933. Tricyclea bipartita ingår i släktet Tricyclea och familjen spyflugor.
Artens utbredningsområde är Zambia. Inga underarter finns listade i Catalogue of Life.